# Clearwater Wilderness

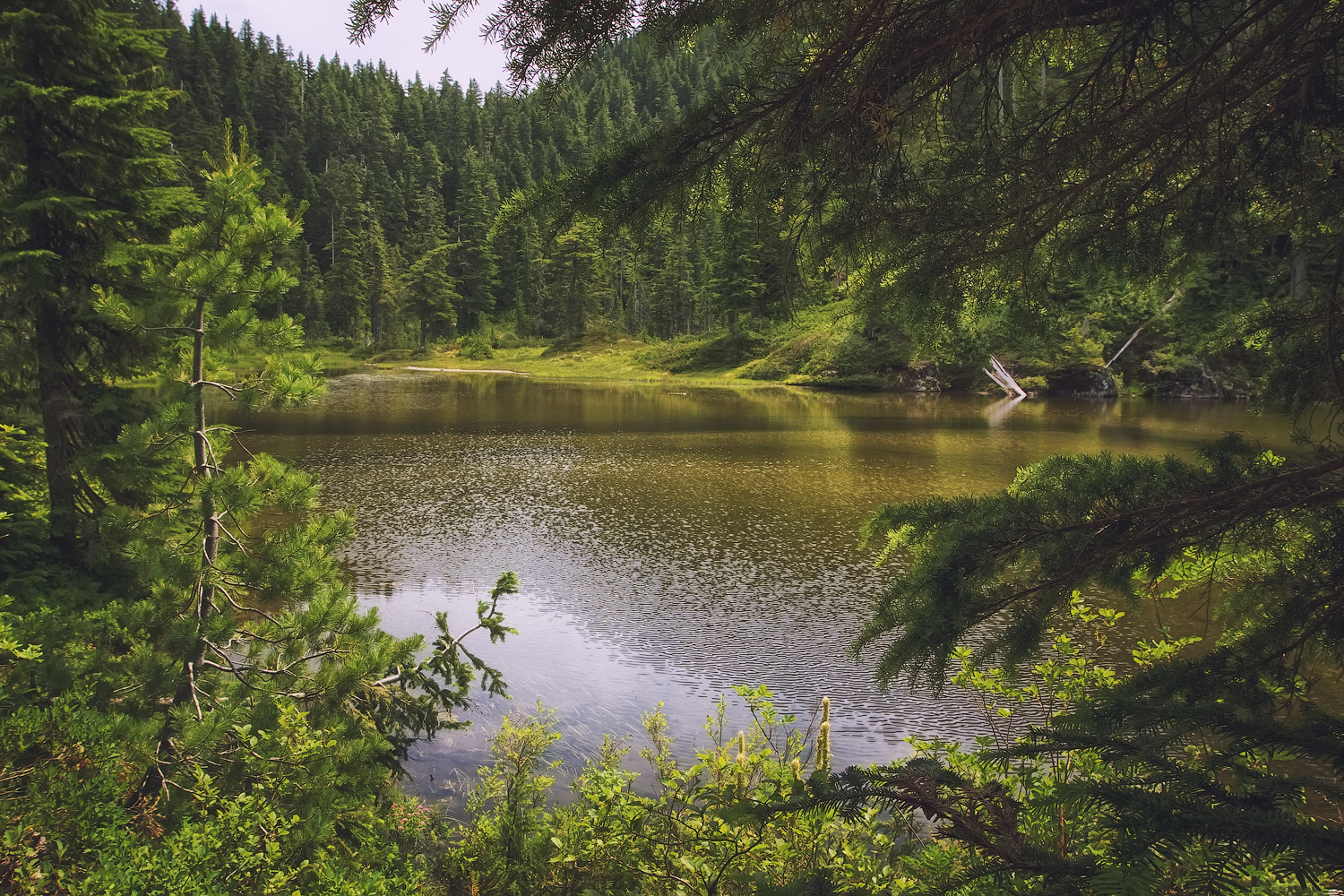
Twin Lake am Summit Lake Trail

Die Clearwater Wilderness ist ein kleines, etwa 57 Quadratkilometer umfassendes Wildnisgebiet im Nördlichen Kaskadengebirge im nördlichen US-Bundesstaat Washington. Es liegt innerhalb des Mount Baker-Snoqualmie National Forest, südöstlich von Tacoma im nordöstlichen Pierce County. Die nächstgelegene Stadt ist Buckley.
Es wurde 1984 durch den US-Kongress auf Grundlage des Wilderness Act geschaffen, welcher das National Wilderness Preservation System begründete. Seine südliche Grenze ist der Mount Rainier National Park, so dass von der Clearwater Wilderness aus viele bemerkenswerte Ausblicke auf den Mount Rainier möglich sind.

## Beschreibung
Bearhead Mountain, der höchste Punkt der Clearwater Wilderness, ist 1.856 m hoch. Unterhalb des Berges befinden sich die Quellen des nordwärts fließenden Clearwater River sowie mehrere Flüsse. Acht kleine Seen einschließlich des Summit Lake liegen innerhalb des Wildnisgebietes.
Primärwälder aus Gewöhnlicher Douglasie, Westamerikanischer Hemlocktanne und Riesen-Lebensbaum sind geschützt und über Wanderwege zu erreichen. Der Unterwuchs der Wälder besteht größtenteils aus Farnen und Moosen.
Während der Regenzeit zwischen Oktober und Mai fallen 90 Prozent der jährlichen Niederschläge. Das können bis zu 7.600 mm sein. In höheren Lagen kann der Schnee bis in den Juli hinein liegen bleiben.
Typischerweise gehören Bären, Hirsche, Eichhörnchen, Skunks, Waschbären, Murmeltiere und einige Wapiti-Herden zur Fauna des Kaskadengebirges.

## Wanderwege
- Der Summit Lake Trail ist ein leichter, 4 km (als Rundweg 8 km) langer Wanderweg, der über 460 Höhenmeter zum blauen Summit Lake führt, von dem aus südwärts ein wundervoller Blick zum Mount Rainier möglich ist.[3]
- Der Clearwater Trail ist ein 9,7 km langer Weg, der 610 Höhenmeter abwärts zum friedlich dahinfließenden Clearwater River führt. Der Weg setzt sich zum Lily Creek fort und erreicht den kleinen, von Wäldern eingerahmten Cedar Lake.[4]
- Der Summit Lake and Bearhead Mountain Trail ist ein mittelschwerer, 14 km langer Wanderweg, der über 610 Höhenmeter zum höchsten Punkt des Wildnisgebietes führt, von wo aus wundervolle Ausblicke zum Mount Rainier von einer Wildblumenwiese aus möglich sind.[5]
- Der Carbon Trail schlängelt sich südwärts über 15,1 km bis zur Vereinigung mit dem Summit Lake Trail.

Die Website des National Wilderness Preservation System bietet eine Checkliste für die Planung von Wanderungen in jedes Wildnisgebiet.